# De Drie Waaien
De Drie Waaien is een korenmolen in Afferden in de Nederlandse provincie Gelderland.
De molen werd in 1869 gebouwd en werd in 1965 en 1987 grondig gerestaureerd. De huidige eigenaar is de gemeente Druten.
De roeden van de molen zijn 22,64 meter lang en zijn voorzien van het Oudhollands hekwerk met zeilen. De inrichting bestaat uit twee koppels maastenen. Een vrijwillig molenaar stelt de molen iedere zaterdag in bedrijf